# نیتان نیوجنت
نیتان نیوجنت (انگلیسی: Nathan Nugent) تدوین‌گر اهل جمهوری ایرلند است. وی بیشتر بابت همکاری با لنی آبراهامسون شناخته می‌شود.
از فیلم‌هایی که وی در آن‌ها نقش داشته‌است، می‌توان به اتاق، فرانک و انگار آن‌جا نیستم اشاره نمود.